# Flotte (Flüssigkeit)
Flotte steht für eine meist wässrige Flüssigkeit, in der Textilien gewaschen, gebleicht, gefärbt oder imprägniert werden.
Entsprechend der jeweiligen Verwendung, auch in der Pelzveredlung, bezeichnet man Flotten zum Waschen als Waschflotten, Flotten zum Bleichen als Bleichflotten und solche zum Färben als Färbeflotten.
Der Begriff Flotte bezeichnet dabei stets die Gesamtheit aller ihrer Komponenten, d. h. das Lösungsmittel (meist Wasser) sowie alle darin enthaltenen gelösten, emulgierten oder dispergierten Bestandteile wie Farbstoffe, Pigmente, Chemikalien und Hilfsmittel.
Eine „Blindflotte“ ist demgegenüber eine Flotte, der eine wesentliche Komponente fehlt. So „färbt“ man beispielsweise, um Vergleiche anstellen zu können, Gewebe mit einer „Blindflotte“, die alle Zusätze außer dem Farbstoff selbst enthält, um so den Einfluss der übrigen Komponenten wie Chemikalien, Hilfsmitteln u. dgl., aber auch des Färbeprozesses selbst besser beurteilen zu können, was bei der Rezepterstellung in einem Färbereilabor wichtig ist, da sich allein schon durch die Parameter des Färbeprozesses Unterschiede im Farbton des Gewebes ergeben können.
Die Menge der Komponenten einer Flotte wird in g/l bzw. ml/l bei Flüssigkeiten oder % (bezogen auf das Warengewicht) angegeben.

## Flottenverhältnis
Das Flottenverhältnis (in der Textilindustrie oft als FV abgekürzt) ist das Verhältnis von Warenmenge zur Flottenmenge in einer Maschine.
Das Flottenverhältnis hängt vom verwendeten Verfahren und der eingesetzten Maschine ab. Der Trend in der Industrie geht – wo möglich – zu „kurzen“ (niedrigen) Flottenverhältnissen. Dies hilft Wasser und Energie zu sparen, also wirtschaftlicher und mit Blick auf die Abwässer umweltverträglicher zu produzieren. Analog spricht man bei hohen Flottenverhältnissen wie 1:40 von „langer Flotte“.

## Flottenaufnahme
Die Flottenaufnahme (oft als FA abgekürzt) ist eine weitere wichtige Kenngröße in der Textilindustrie. Mit ihr ist es möglich zu berechnen, wie viel von den einzelnen Bestandteilen der Flotte von der Ware aufgenommen wurde. Sie ist das Verhältnis von Warenmasse und der von der Ware aufgenommenen Flottenmasse in Prozent:
{\displaystyle FA[\%]={\frac {(\mathrm {Masse} _{(\mathrm {Ware\,mit\,Flotte} )}-\mathrm {Masse} _{(\mathrm {Ware} )})\cdot 100}{\mathrm {Masse} _{(\mathrm {Ware} )}}}}
Beispiel: 100 kg Baumwolle wiegen nach dem Ausrüsten (so nass, wie sie aus der Maschine kommt) 160 kg, also beträgt die Flottenaufnahme 60 %. Die Flotte enthält 5 % der Komponente, die auf die Baumwolle aufziehen soll: 5 % von 60 % sind 3 %. Es wurden also 3 % (bzw. 3 kg) der Komponente auf die Baumwolle aufgebracht.